# Leonid Mosiejew
Leonid Nikołajewicz Mosiejew (ros. Леонид Николаевич Мосеев; ur. 21 października 1952 w miejscowości Kasli w obwodzie czelabińskim) – rosyjski lekkoatleta reprezentujący ZSRR, długodystansowiec, mistrz Europy z 1978 w biegu maratońskim.
Startował głównie w biegu maratońskim. Na igrzyskach olimpijskich w 1976 w Montrealu zajął w tej konkurencji 7. miejsce. Zdobył dwa medale na uniwersjadzie w 1977 w Sofii: złoty w biegu na 10 000 metrów i brązowy w biegu na 5000 metrów.
Zwyciężył w maratonie na mistrzostwach Europy w 1978 w Pradze. Na igrzyskach olimpijskich w 1980 w Moskwie był piąty na tym dystansie. Na mistrzostwach Europy w 1982 w Atenach zajął 16. miejsce w maratonie.
Startował z powodzeniem w mistrzostwach świata w biegach przełajowych. Zdobył dwa brązowe medale drużynowo: w Düsseldorfie w 1977 i w Limerick w 1979, jedno czwarte miejsce (Glasgow (1978)) i jedno piąte (Paryż (1980)). Indywidualnie najwyżej był na 7. miejscu w 1980.
Zwyciężył w maratonie w Dębnie w 1976.
Mosiejew był mistrzem ZSRR w biegu na 10 000 m w 1977 oraz w biegu maratońskim w 1979 i 1982.
Rekordy życiowe Mosiejewa:
| Konkurencja           | Data i miejsce            | Wynik   |
| --------------------- | ------------------------- | ------- |
| bieg na 5000 metrów   | 12 sierpnia 1978, Podolsk | 13:34,7 |
| bieg na 10 000 metrów | 29 czerwca 1978, Helsinki | 28:00,9 |
| bieg maratoński       | 4 grudnia 1977, Fukuoka   | 2:11:57 |